# Ethiquable
Ethiquable est une entreprise coopérative française fondée en 2003, spécialisée dans la vente de produits biologiques issus du commerce équitable.
La coopérative travaille sur des filières de commerce équitable Nord-Sud et Nord-Nord, et commercialise sous les marques Ethiquable et Paysans d'ici.

## Historique
Le 1er juillet 2003, la société coopérative et participative (SCOP), est créée à Fleurance dans le Gers,.
En octobre 2003, la première gamme de produits est lancée, deux mois plus tard, dans plus de 75 magasins partenaires. L'entreprise passe de 80 000 euros de chiffre d'affaires en 2003 à huit millions en 2006 et 17 millions deux ans plus tard.
Neuf postes sont supprimés en 2010, à la suite de deux années déficitaires, conséquences économiques de la crise des subprimes de 2008. Début 2012, la SCOP dénombre 62 salariés, dont 55 sociétaires.
En 2013, Ethiquable propose plus de 130 références issues de 49 coopératives paysannes bio d'Amérique latine, d'Afrique et d'Asie, de 24 pays dans 3 500 points de vente. La SCOP commercialise du café, du thé, du sucre venant de Tanzanie, du Pérou, d'Équateur, du Honduras, sous les marques : Ethiquable et Paysans d'ici. Chaque produit Ethiquable est issu d’une coopérative de petits producteurs avec laquelle un projet de développement et d’autonomisation est identifié. Une équipe d'agronomes sur le terrain accompagnent les producteurs pour réaliser ces projets de commerce équitable.
La production est majoritairement vendue dans la grande distribution. Soit pour l'année 2018, 90 % de son chiffre d’affaires, d’environ 50 millions d’euros.
En octobre 2019, la société compte 60 sociétaires sur les 103 salariés qu’elle emploie.
En septembre 2021, la coopérative ouvre la première chocolaterie biologique et équitable d’Europe sur la commune de Fleurance,. Un investissement de 20 millions d'euros est réalisé pour intégrer cette activité auparavant sous-traitée en Italie. En juin 2022, la société ouvre un parcours de visite ouvert au public, sur le site et se dote d'une centrale photovoltaïque .

## Agrément et labels
Ethiquable dispose de l'agrément « Entreprise solidaire d'utilité sociale »,.
En 2021, la charte d'engagement de la marque Paysans d'ici pour les produits issus de producteurs français est remplacée par le label de Bio Équitable en France.

## Communication

### Identités visuelles

Logo de 2003 à 2012
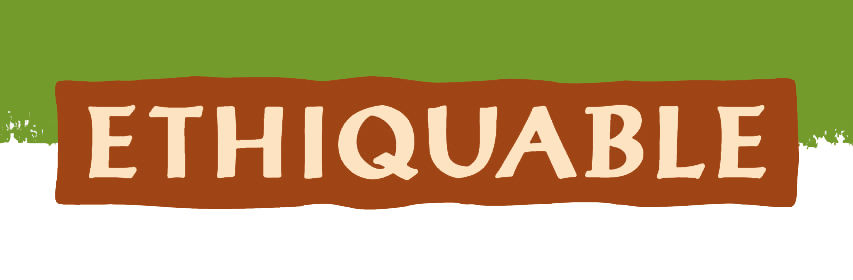
logo depuis 2012
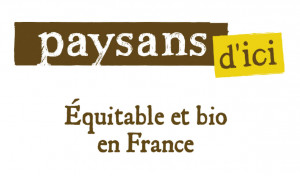
Logo produits de productreurs en France depuis 2011

### Intercoopération
La Scop Ethiquable est active sur l'intercoopération, la coopération entre les coopératives et renforce le mouvement coopératif en collaborant avec d'autres structures de l'Economie sociale et solidaire.
Ethiquable a pris une participation en 2007 dans la création de la SCOP Café Michel pour aider les salariés à reprendre l’entreprise Café Michel à Pessac en SCOP.
En 2022, la SCOP rejoint Windcoop pour embarquer en 2025 ses produits sur le premier cargo voilier sur la ligne Madagascar France.
En 2025, la Scop compte plus de 100 coopératives de petits producteurs partenaires, implantées en France et dans les pays du Sud.

## Gérance
- Rémi Roux : depuis 2003[18].